# 雷帕紋唇魚
雷帕紋唇魚（学名：Osteochilus repang）是輻鰭魚綱鯉形目鯉科的其中一個種，分布於亞洲婆羅洲東部，體長可達19.2公分，棲息在中底層水域。